# El Bnoud
El Bnoud ou Benoud est une commune de la wilaya d'El Bayadh en Algérie.

## Géographie

### Situation
Le territoire de la commune d'El Bnoud se situe au sud-ouest de la wilaya d'El Bayadh.
| Assela (Wilaya de Naâma)      | Boussemghoun, El Abiodh Sidi Cheikh | El Abiodh Sidi Cheikh         |
| Assela (Wilaya de Naâma)      | El Bnoud                            | El Abiodh Sidi Cheikh         |
| Beni Ounif (Wilaya de Béchar) | Beni Ounif (Wilaya de Béchar)       | Ksar Kaddour (Wilaya d'Adrar) |

### Localités de la commune
La commune d'El Bnoud est composée de quatre localités :
- El Bnoud
- Ouled Lazghem
- Ouled Sidi El Arbi
- Ouled Sidi Tahar